# Classe 800 Giubileo

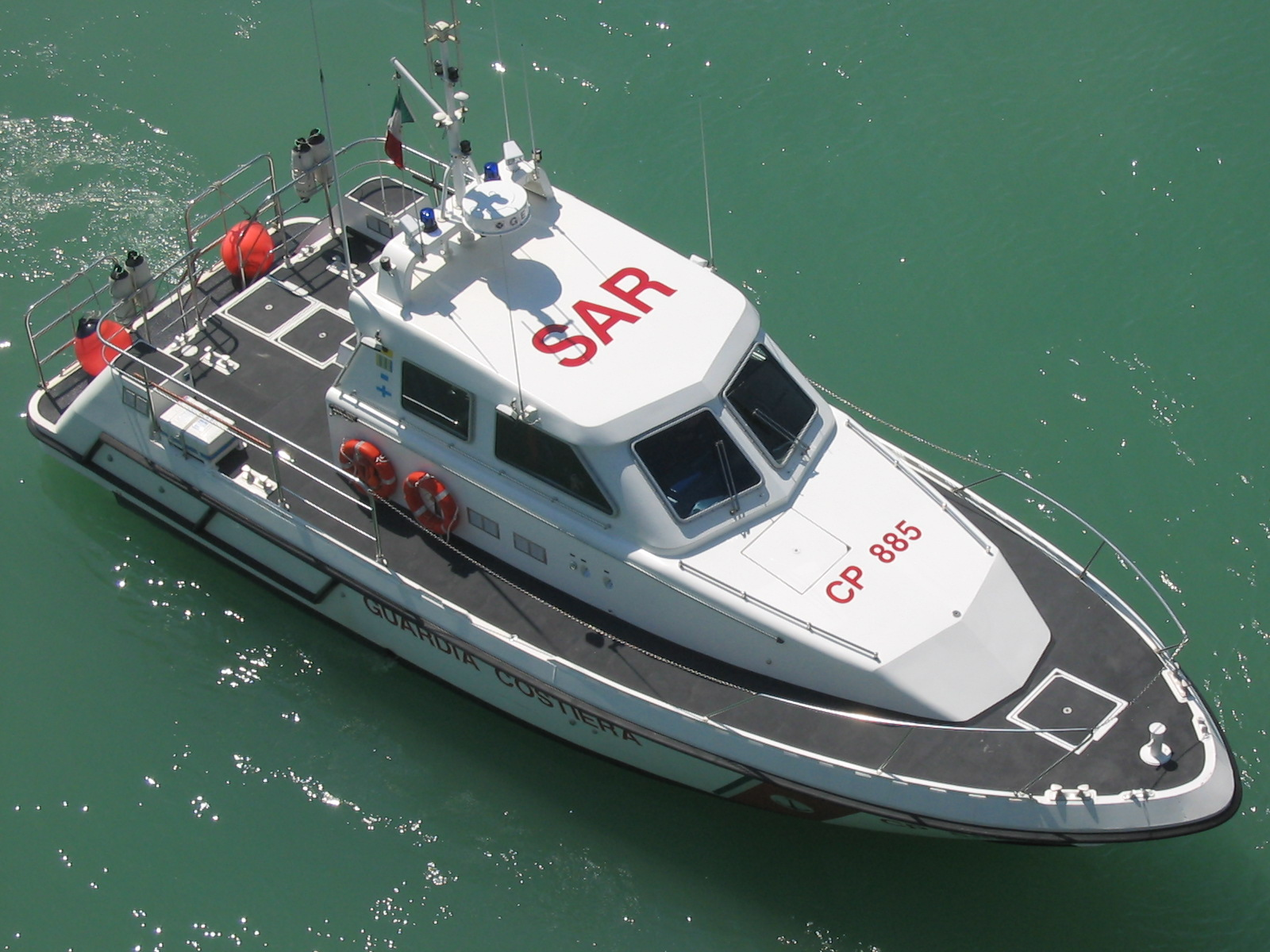
Motovedetta vista dall'alto

Le motovedette classe 800 Giubileo sono delle unità navali della Guardia costiera italiana concepite per il servizio del soccorso marittimo (SAR) costiero e per il soccorso in caso di incidenti aerei. Le 6 unità appartenenti a questa classe sono state designate con tale denominazione in onore del giubileo indetto nel 2000. Costruite al Cantiere Navale Vittoria di Adria presentano un dislocamento che va dalle 12,5 alle 14,6 tonnellate a seconda dell'unità, un pescaggio compreso tra 0,8 e 0,86 m e una lunghezza di 12,95 m mentre la larghezza misura 4,3 m. La propulsione è assicurata da due motori entrobordo Isotta Fraschini in grado di erogare 441 kW di potenza ciascuno, che consentono alle motovedette di raggiungere velocità superiori ai 30 nodi. L'autonomia è compresa tra le 150 e le 168 miglia a seconda dell'unità. Tali imbarcazioni possono portare un equipaggio di 3 membri e sono costruite in alluminio. Le unità equipaggiate per il soccorso sul luogo di eventuali incidenti aerei hanno in dotazione 8 zattere pneumatiche autogonfiabili della capacità di 65 persone ciascuna. Le motovedette sono prive di armamento.